# Спецслужбы ЮАР
Спецслужбы ЮАР — система спецслужб ЮАР, сформированная после падения режима апартеида.
Включает в себя следующие организации:
1. Министерство безопасности и секретности (Ministery of Safety and Security);
2. Национальный координационный комитет по разведке (National Intelligence Co-ordinating Committee, NICOC)
3. Секретная служба Южной Африки (South African Secret Service, SASS);
4. Разведывательный дивизион сил национальной обороны[англ.] (National Defence Force Intelligence Division, SANDF-ID);
5. Национальное агентство разведки[англ.] (National Intelligence Agency, NIA);
6. Полицейская служба ЮАР[англ.] (South African Police Service SAPS).

## Проблемы в SAPS и NIA
После падения режима апартеида на смену опытным белым сотрудникам спецслужб пришли неопытные чёрные. Теперь комиссар Полицейской службы Южной Африки (SAPS) — чернокожий без опыта работы в полиции, но он занимает значимый пост в АНК.
Полицейская служба Южной Африки (SAPS) плохо финансируется, а её моральный дух не выдерживает никакой критики. В Национальном разведывательном агентстве (NIA) высок уровень коррупции.
У спецслужб ЮАР слабые достижения в области борьбы с тяжкими преступлениями, гангстеризмом и т. п.
Для улучшения ситуации с 1991 года спецслужбы ЮАР стали активно рекрутировать бывших сотрудников Штази и КГБ.